# Leptoceratopsidae
Leptoceratopsidés
Famille
Les Leptoceratopsidae (en français, Leptoceratopsidés) sont une famille de dinosaures cératopsiens primitifs.

## Liste des genres
Selon Paleobiology Database (28 janvier 2021) :
- † genre Cerasinops Chinnery & Horner, 2007
- † genre Ferrisaurus Arbour & Evans, 2019
- † genre Gryphoceratops Ryan et al., 2012
- † genre Helioceratops Jin et al., 2009
- † genre Ischioceratops He et al., 2015
- † genre Koreaceratops Lee et al., 2010
- † genre Leptoceratops Brown 1914
- † genre Montanoceratops Sternberg, 1951
- † genre Prenoceratops Chinnery, 2004
- † genre Udanoceratops Kurzanov, 1992
- † genre Unescoceratops Ryan et al., 2012
- † genre Zhuchengceratops Xu et al., 2010